# Congresso Nacional de Honduras
O Congresso Nacional de Honduras (Congreso Nacional de Honduras) é a sede do poder legislativo de Honduras, o parlamento é no formato unicameral e atualmente contém 128 deputados eleitos por representação proporcional para mandatos de 4 anos.